# 地誌
地誌（ちし、英語: regional geography）とは、特定の地域に関する説明や研究のことである。また、地誌書のことを指すこともある。

## 歴史
地誌の編纂は古代から行われてきた。日本では、奈良時代に編纂された風土記がその一例として挙げられる。また、明治時代では『皇国地誌』の編纂事業も行われていた。
日本における学術的な地誌編纂では、『大日本地誌』や『日本地誌』などが挙げられる。
現代でも、県史・県誌、市町村史・市町村誌の編纂などが行われている。

## 学校教育における地誌
日本の学校教育において地誌は重視されてきた。地誌学習は社会科・地理歴史科で取りあげられる。地理教育では系統地理学習と地誌学習に分けられ、地誌学習では、各地域の地域性が扱われる。
近代日本における教育制度の整備とともに初等教育・中等教育での地誌の教育もすすめられ、国民教育としての地誌教育が確立していった。